# Nat Wei
Nathanael Ming-Yan Wei, baron Wei (né le 19 janvier 1977), également connu sous le nom de Nat Wei, est un entrepreneur social britannique qui s'intéresse à la réforme sociale. Il est la première personne britannique d'origine hongkongaise à être membre de la Chambre des lords, siégeant en tant que conservateur, et est le plus jeune membre de la Chambre de 2010 à 2016. Il est également auparavant conseiller du gouvernement britannique sur leur projet Big Society.
Nat Wei est le partenaire fondateur du Shaftesbury Partnership, le fondateur de Maker Life, un membre de l'équipe fondatrice de Teach First et un ancien conseiller d'Absolute Return For Kids. Il est également un ancien membre de la Young Foundation et Forum économique mondial Jeune leader mondial. Nat Wei est également le président des Amis conservateurs de la Chine.

## Jeunesse
Nat Wei est le fils de parents hongkongais d'ascendance ethnique hakka,. Le père de Wei est un pasteur qui s'installe en Grande-Bretagne dans les années 1970. Il est né à Watford et grandit à Milton Keynes et Tooting, Londres.
Il fait ses études à la Sir Frank Markham Community School, une école publique polyvalente à Milton Keynes (fermée depuis et remplacée par la Milton Keynes Academy sur le même site). Seul élève de son année scolaire à fréquenter l'Université d'Oxford, il étudie les langues modernes au Jesus College. Il a une connaissance pratique du cantonais, du français et de l'allemand.

## Carrière
Après avoir obtenu son diplôme du Jesus College d'Oxford, Wei travaille chez McKinsey & Company pendant trois ans où il rencontre Brett Wigdortz, qui fonde Teach First en 2002. En 2006, après trois ans à Teach First et un court passage dans le capital-risque social, Wei rejoint l'association caritative pour enfants Absolute Return for Kids (ARK) où il aide à mettre en place Future Leaders un programme visant à attirer, développer et placer les enseignants à haut potentiel et les futurs dirigeants des écoles urbaines.

### Fondation du partenariat Shaftesbury
À peu près au même moment où il aide à mettre en place les futurs dirigeants, au début de 2006, Wei fonde le Shaftesbury Partnership, une organisation qui cherche à imiter les grands réformateurs sociaux de l'ère victorienne en créant des réformes sociales évolutives. Le partenariat travaille sur un certain nombre de projets autour du logement, du chômage et des soins de santé. Grâce au partenariat, Wei co-fonde The Challenge Network un organisme de bienfaisance indépendant qui souhaite « inspirer et connecter les gens pour renforcer leur communauté ». The Challenge Network gère un programme de service civique de deux mois appelé The Challenge, qui suscite de l'intérêt de la part du gouvernement et de l'opposition.
En 2011, le partenariat Shaftesbury, en collaboration avec Johnson & Johnson et le Queens Nursing Institute et la Buckinghamshire New University pilote NurseFirst - un programme de développement communautaire pour créer un réseau d'innovateurs capables de créer un réel changement pour les patients, les personnes et les communautés.

### Réforme sociale
Le 18 mai 2010, lors du lancement des nouvelles politiques du gouvernement de coalition sur la Big Society à un groupe de dirigeants communautaires, Lord Wei est nommé conseiller gouvernemental non rémunéré sur la Big Society. Il est basé au ministère de la société civile du Cabinet Office où il travaille un jour par semaine et conseille le gouvernement sur tous les aspects de la promotion de la grande société et de la conduite de la mise en œuvre dans l'ensemble du gouvernement.
Lors de l'événement de lancement, le Premier ministre, David Cameron, annonce que Wei serait également nommé pair à vie. Il est présenté à la Chambre des Lords le 3 juin 2010 sous le titre de baron Wei, de Shoreditch dans le Borough londonien de Hackney. Il est la troisième personne d'origine ethnique chinoise à devenir membre de la Chambre des Lords, après la baronne Dunn (en) et Lord Chan. Il est également l'un des plus jeunes à avoir été fait pair à vie, à l'âge de 33 ans.
En raison de son rôle de conseiller du gouvernement, Nat Wei se retire de toute implication directe et formelle dans les organisations avec lesquelles il a précédemment été impliqué. Le 24 mai 2011, il annonce sa décision de quitter son poste de conseiller gouvernemental sur la grande société pour aider en tant que bénévole à conduire le développement pratique des idées de la grande société dans les communautés,.

### Héritage chinois
L'ascendance de Nat Wei remonte à un village de Zhuhai, sur la côte sud de Canton (aujourd'hui Guangdong). Sa maison ancestrale est à deux villages de celle de Sun Yat-sen, le père fondateur de la République de Chine.
En tant que seul pair chinois actuel à la Chambre des Lords et premier membre d'origine ethnique chinoise à être né et élevé au Royaume-Uni, Nat Wei s'intéresse aux problèmes de la communauté chinoise britannique, en particulier à la réforme sociale. Il s'intéresse également aux liens économiques et culturels entre le Royaume-Uni et la Chine. Son travail avec l'Asie de l'Est se concentre désormais sur son travail au sein du Parti conservateur pour aider à l'engagement auprès des électeurs ethniques d'Asie de l'Est.
Jusqu'en juillet 2015, il travaille au Parlement par l'intermédiaire du Groupe parlementaire de tous les partis APPG pour les affaires d'Asie de l'Est qu'il préside dont il est le vice-président (accent particulier sur Hong Kong), et le Groupe parlementaire multipartite pour le commerce et l'investissement dont il est trésorier pour promouvoir de meilleurs liens commerciaux et politiques et culturels entre le Royaume-Uni et l'Asie de l'Est. Le Groupe parlementaire multipartite pour les affaires d'Asie de l'Est est dissous après les élections de mai 2015.
En 2012, le gouvernement local de Manchester charge Nat Wei d'écrire un rapport sur la meilleure façon de travailler avec la Chine. À la suite de ce rapport, un forum Manchester-Chine  est créé qui organise des activités régulières pour aider les entreprises membres à partager des informations et des connaissances, notamment des séminaires, des événements de rencontre avec les acheteurs et d'autres opportunités de réseautage. Lord Wei continue de travailler en tant que directeur non exécutif du Forum.
En 2015, Nat Wei devient membre de la sous-commission des affaires intérieures de l'UE de la Chambre des Lords. Il démissionne de ce comité en juin 2018.